# Suppresseur (explosion)

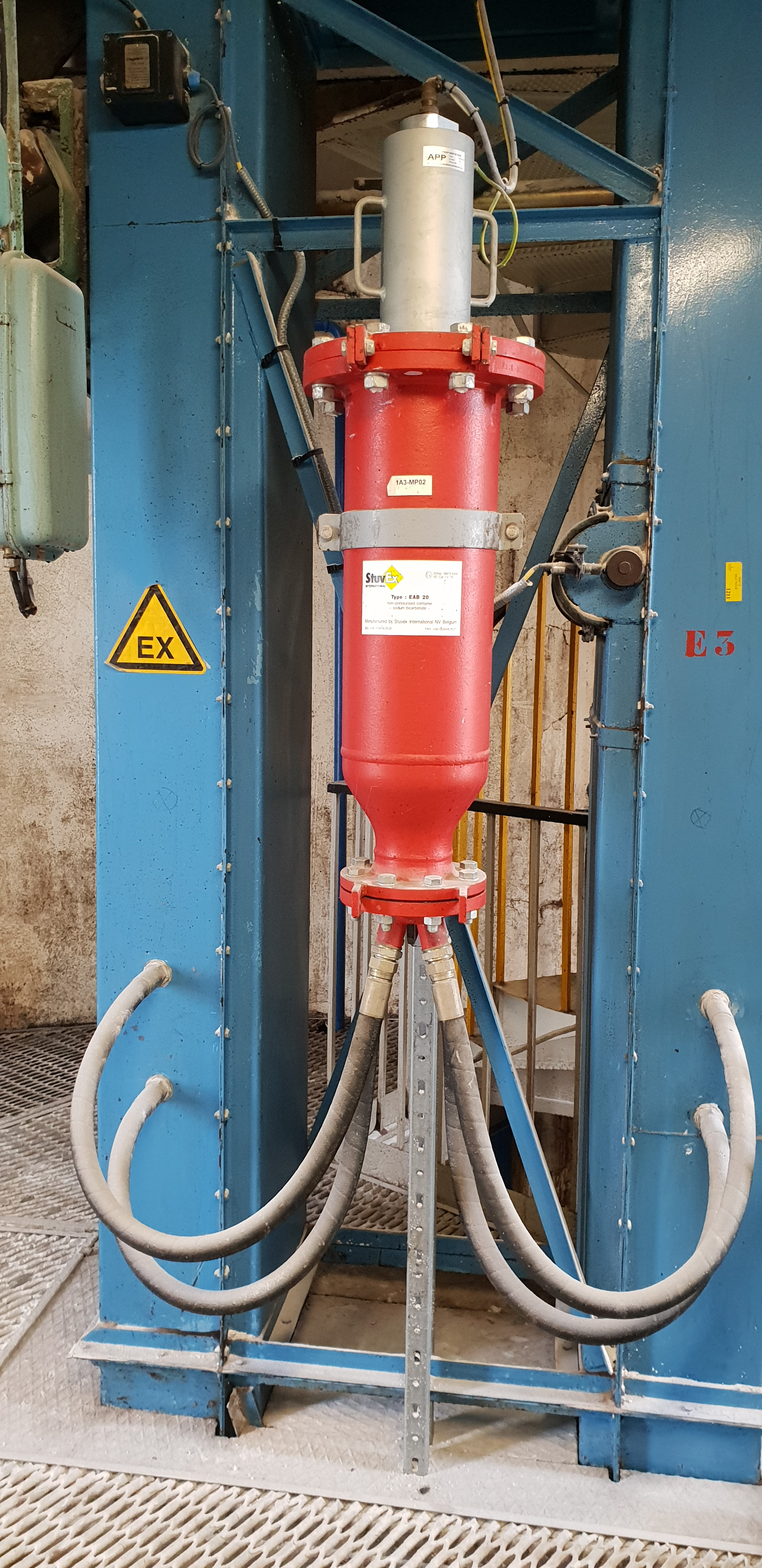
Suppresseur d'explosion : utilisé comme barrière chimique antiexplosion pour un convoyeur de sucre

Le suppresseur d'explosion protège un équipement contre les effets dommageables des flammes, de la pression et de la chaleur, créés par une explosion de poussières ou de gaz. Le système détecte immédiatement l'explosion pour la stopper et la confiner avant qu'elle ne dépasse le seuil de résistance de l'équipement. L'explosion est étouffée par un agent extincteur, une poudre inerte (phosphate d'ammonium ou carbonate de sodium) qui est éjectée par l'action d'une pression interne,.
Le système de détection intègre une détection avec enregistrement, un système de contrôle et de supervision, et des bouteilles de suppression.
L'agent extincteur maintient les gaz de valeur ou toxiques à l'intérieur de l'équipement de production.

## Principes

### Détection
En fonction du risque et de l'environnement, la détection est assurée par un ou plusieurs détecteurs de pression statique (détection d'une variation de pression), dynamique (détection d'une vitesse de montée de pression) et/ou un système optique infrarouge,.

### Activation
L'unité de contrôle assure la gestion des informations des détecteurs et déclenche l'activation des bouteilles.
L'activation se fait au moyen d'éléments pyrotechniques ou électromécaniques. Dans le premier cas, l'opercule de fermeture est découpé par la chaleur dégagée par un cordon découpeur, mis à feu par un détonateur.

### Extinction
L'agent extincteur est libéré en quelques millisecondes au travers d'un clapet de décharge. Il inerte localement l'atmosphère, et confine l'explosion dans sa phase initiale de développement, alors qu'une explosion non contrôlée se développe et devient dangereuse ou catastrophique pour l'installation en moins de 50 milisecondes.
Le suppresseur est généralement sous forme de poudre et pressurisé par de l'azote sec à 20 bar ou 60 bar ou encore mis en pression par une réaction chimique comme le déclenchement d'un système explosif ou pyrotechnique. Il est stocké dans un réservoir le plus souvent de forme cylindrique, fixé en position verticale, sur une bride support pour la version suppresseur. Pour la version barrière chimique, qui évite la propagation d'une explosion au travers de canalisations de process, il est relié à plusieurs diffuseurs par des flexibles .

## Applications
Les suppresseurs sont employés pour les transports de produits en poudre ou les gaz dans les cas suivants : 
- transport pneumatique
- cyclones et collecteurs de poussières
- sécheurs à lit fluidisé
- sécheur par atomisation
- élévateurs à godets
- silos
- moulins
- tuyauteries et cuves[7]